# منتخب ألمانيا الأولمبي لكرة القدم

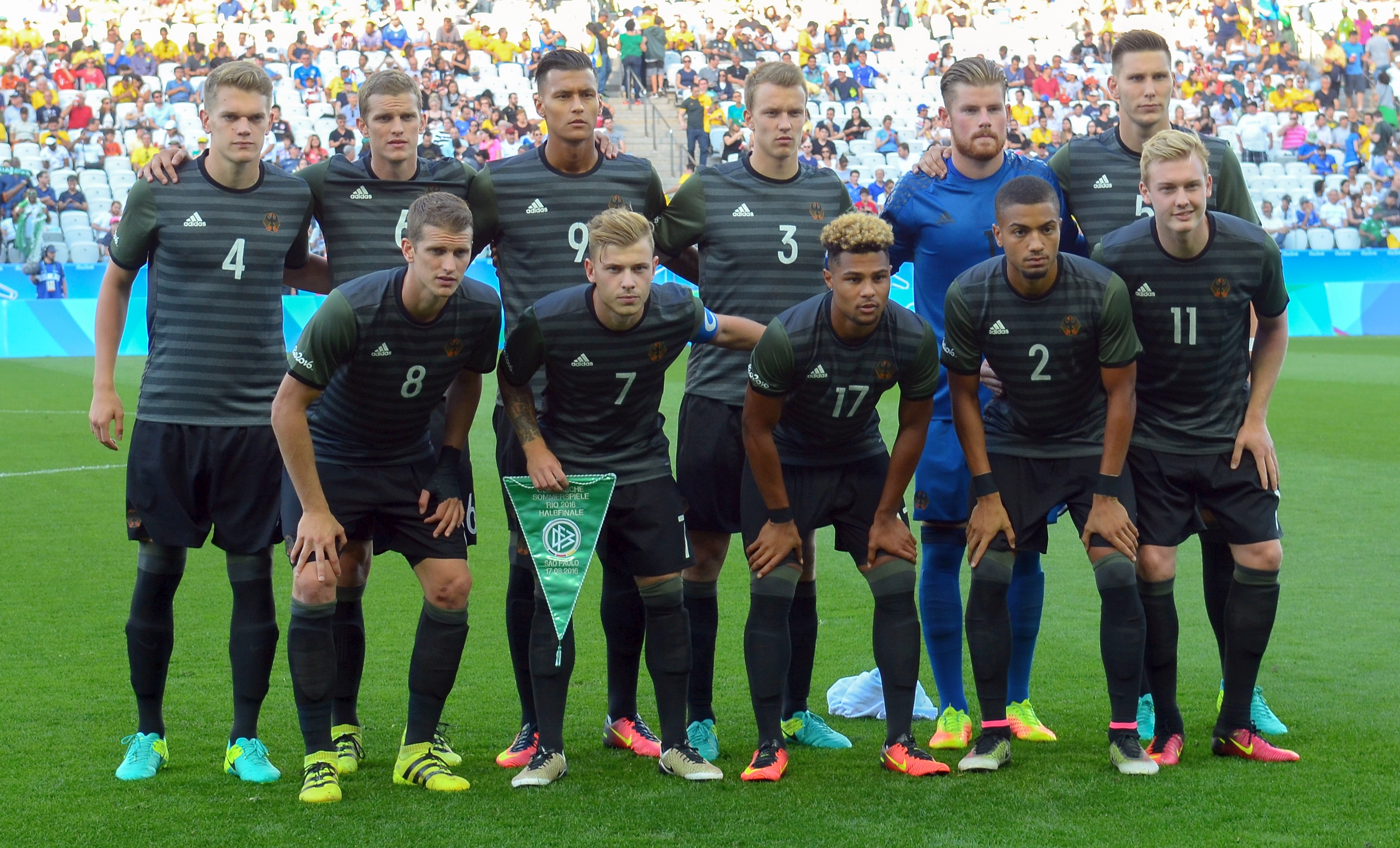
المنتخب الألماني في أولمبياد ريو 2016

منتخب ألمانيا الأولمبي لكرة القدم (بالألمانية: Deutsche Fußballolympiamannschaft)‏ هو ممثل ألمانيا الرسمي في المنافسات الدولية في كرة القدم في فئة كرة قدم تحت 23 سنة للرجال، يديريه اتحاد ألمانيا لكرة القدم.